# Mateo Abeijón
Mateo Abeijón Porto (Montevideo, Uruguay, 17 de septiembre de 1999) es un futbolista uruguayo que juega como delantero en el EF Alhama en la 1ª Regional de Murcia.

## Trayectoria deportiva

### Juveniles
Abeijón realizó el Baby fútbol en el Club Unión Vecinal. A los 13 años, fue a River Plate de Uruguay, donde fue contactado por Aníbal Saralegui.
En River Plate jugó en divisiones juveniles desde los 13 años hasta los 19, destacándose por ser el líder goleador en sub-14 y sub-19, y obteniendo el campeonato clausura en sub-19 en dicho club.

### Rampla Juniors
River Plate, Abeijón llegó a Rampla Juniors en 2019. Comenzó en tercera división dirigido por Gastón De Los Santos y tuvo un paso fugaz por dicha categoría convirtiendo varios goles y así ser ascendido al primer equipo por Eduardo Espinel. Debutó como profesional el 22 de noviembre de 2019, ingresó en el minuto 76’ para jugar contra River Plate en el empate 2-2. En su segundo partido en primera división, comenzó desde el arranque contra Fénix, y el equipo de la villa consiguió la victoria 2-1 donde Abeijón convirtió su primer gol en la era profesional.

### Liverpool F. C.
Luego de su paso por Rampla Juniors, el equipo de la cuchilla se interesó por Abeijón debido a su promedio de gol y eficacia sobre el arco contrario, y el joven delantero fue traspasado al club en el 2020, equipo dirigido por Román Cuello.

### Vuelta a Rampla Juniors
A mediados de 2021 Mateo Abeijón volvió a Rampla Juniors donde disputó 3 partidos, ellos fueron contra Juventud de las Piedras, Rocha FC y Defensor Sporting.

### Lernayin Artsakh FC
En julio de 2022, Mateo Abeijón firmó contrato como nuevo jugador del Lernayin Artsakh FC de la Primera División Armenia, tras su paso por el Liverpool F.C. Con este traspaso, Abeijón logró su primera experiencia internacional, lo que representa un gran paso en su carrera deportiva.

### Estadísticas
| Club                     | División      | Temporada     | Liga  | Liga  | Liga   | Copas nacionales | Copas nacionales | Copas nacionales | Torneos internacionales | Torneos internacionales | Torneos internacionales | Total | Total | Total  | Media goleadora |
| Club                     | División      | Temporada     | Part. | Goles | Asist. | Part.            | Goles            | Asist.           | Part.                   | Goles                   | Asist.                  | Part. | Goles | Asist. | Media goleadora |
| ------------------------ | ------------- | ------------- | ----- | ----- | ------ | ---------------- | ---------------- | ---------------- | ----------------------- | ----------------------- | ----------------------- | ----- | ----- | ------ | --------------- |
| Rampla Juniors · Uruguay | 1ª            | 2019          | 2     | 1     | 0      | 0                | 0                | 0                | 0                       | 0                       | 0                       | 2     | 1     | 0      | 0.5             |
| Liverpool · Uruguay      | 1ª            | 2020          | 2     | 0     | 0      | 0                | 0                | 0                | 0                       | 0                       | 0                       | 0     | 0     | 0      | 0               |
| Liverpool · Uruguay      | Total club    | Total club    | 2     | 0     | 0      | 0                | 0                | 0                | 0                       | 0                       | 0                       | 0     | 0     | 0      | 0               |
| Total carrera            | Total carrera | Total carrera | 4     | 1     | 0      | 0                | 0                | 0                | 0                       | 0                       | 0                       | 0     | 0     | 0      | 0.5             |

## Palmarés
| Título                         | Club          | País    | Año  |
| ------------------------------ | ------------- | ------- | ---- |
| Supercopa Uruguaya             | Liverpoolpool | Uruguay | 2020 |
| Torneo Clausura 2020 (Uruguay) | Liverpool     | Uruguay | 2022 |